# Крампеты
«Кра́мпеты» (фр. «Пы́шки») — французский анимационный комедийный сериал, основанный на книжках с картинками Petit Dernier. Шоу сосредоточено на семье из 145 человек, известной как Пышки, и их жизни, отношениях с соседями и социальных темах.

## Сюжет
Шоу фокусируется на жизни семьи Пышек в их эксцентричном доме. Звезда — Малыш, младенец, который является самым молодым участником и хочет заслужить всю любовь Мамы к себе. Думая, что Папа и его братья и сестры — его враги в этом отношении, Малыш находит гнусные способы перенаправить любовь своей матери на него. Его лучший друг — Бабушка, игрок, помешанный на деньгах.

## Персонажи
- Па — добросердечный садовник, отец 142 детей, в том числе Малыша, Розенур и Пфффа. Он муж своей жены-машиностроителя Ма и старший сын бабушки, которая живёт с ними. В основном он занимается садоводством в тепличной части дома и готовит еду для своей семьи. У него также есть талант к пению, и он дирижирует хором, состоящим из его детей.
- Ма — умный домашний изобретатель, мать 142 детей, включая Малыша, которого очень предана ей. Она замужем за своим любящим мужем-садовником Па. Будучи выдающимся конструктором машин, её творения обычно выходят из-под контроля. Она часто более агрессивна, чем её муж, и может быть небрежной к своим детям и машинам.
- Малыш — говорящий младенец, самый младший из 142 детей Ма и Па и всей семьи Пышек. Он любит свою маму и любит получать её любовь и доступ к её животику. Он считает Папу своим заклятым врагом и предпринимает многочисленные усилия, чтобы уничтожить его.
- Бабушка — 112-летняя женщина, которая живёт с Пышками, семьей её старшего сына Па. Она также является матерью богатого бизнесмена дяди Харри. Будучи игроком с ярким прошлым, она одержима деньгами и эгоистична. Она самый верный друг своего Малыша.
- Розенуар — одна из детей-подростков Ма и Па и сестра её 141 брата и сестры, включая Малыша и Пфффа. Будучи готом, она может быть лидером среди детей Пышки, экстравертирована и полна энтузиазма, хотя она может добиваться внимания и может быть непослушной, злобной или подавленной.
- Тюфяк — один из детей-подростков Ма и Па и брат его 141 брата и сестры, включая Малыша и Розенуар. Он характеризуется своей ленью, сонливостью и неразумием. Несмотря на это, он обладает исключительным талантом в игре на гитаре. Он также очень высокий.
- Миссис МакБриск — мать-одиночка, которая является одной из двух соседок Крампетов, другой является её дочь Кассандра, поскольку они живут в их доме. Она является объектом частых нарушений со стороны семьи Крампетов и любит жаловаться или мстить семье из 145 членов. Её семейное положение делает её предметом некоторых романтических сюжетов. Она является повторяющимся второстепенным или злодейским персонажем.
- Кассандра МакБриск — дочь-подросток Мисс МакБриск и соседка Крампетов. Она добрая и хорошо воспитанная, если не хитрая девушка, которая довольно непослушна своей матери и является лучшей подругой Каприс. У неё романтическая одержимость старшим братом Каприс Пффф, которого она делает все возможное, чтобы заставить его полюбить её.
- Дядя Харри Слейпет — брат Папы Пышки и сын бабушки, а также дядя детей Пышки. Он богатый человек, который возглавляет корпорацию Харри и Харри (также известную как KGC). Он является постоянным посетителем дома своего брата и иногда использует гнусные способы заработать на Пышках, как он это делает для публики. Он женат на двуязычной тете Харрид.
- Гюнтер Слейпет — приёмный сын-подросток богатых дяди Харри и тети Харрид и двоюродный брат детей Крампет. Он страдающий ожирением ботаник, который любит технологии и видеоигры. В первом и втором сезонах у него романтическая одержимость Мисс Макбриск.

## Съёмочная группа
- Режиссёр: Рауль Магранжа.
- Продюсеры: Паскаль Жерар, Рауль Магранжа.
- Сценаристы: Александр Манневилль, Леони Де Раддер, Мари Де Бэнвилл, Маттье Шоке, Стефан Аллегре, Катрин Диран, Софи Лодвитц, Янн Ропар, Тигран Розин, Тома Бадуро, Кристоф Хоакин, Рауль Магранжа, Сильвен Буск, Эммануэль Ледюк, Жан-Кристоф Деррьен, Виржини Бода.
- Композитор: Жак Давидович.

## Озвучивание и дублирование
| Персонаж           | Французский     |
| ------------------ | --------------- |
| Па (Папа)          | Том Новембр     |
| Ма (Мама)          | Эммануэль Аме   |
| Бабушка            | Мишель Гарсиа   |
| Малыш              |                 |
| Розенуар           | Ребекка Бенамур |
| Кассандра МакБриск | Келли Маро      |
| Марлин             | Йоанн Совер     |
| Тюфяк              | Леонард Хамет   |
| Соня               |                 |
| Миссис МакБриск    |                 |
| Близнецы           |                 |

## Список эпизодов

### Крампеты (2013—2014)
| Нет. | Название (на английском языке)            | Название (французский)        | Дата премьеры |
| ---- | ----------------------------------------- | ----------------------------- | ------------- |
| 1    | «Выкупающий папа»                         | «Cherchez Pa»                 |               |
| 2    | «Палочки воняют»                          | «Ми-кадо»                     |               |
| 3    | «Крам-Степ»                               | «Крам-Степ»                   |               |
| 4    | «Становится вирусным»                     | «La Mort m’a Tuer»            |               |
| 5    | «Кроко-сделка»                            | «Кроко-сделка»                |               |
| 6    | «Ухаживание за мисс Макбриск»             | «Влюбленный Гюнтер»           |               |
| 7    | «Облегчение веры»                         | «Crise de Foi»                |               |
| 8    | «Спасти бабушку»                          | «Sauvez Mamie»                |               |
| 9    | «Гэмбл Гейблз»                            | «Maison en Jeu»               |               |
| 10   | «Попа для красоты»                        | «Beauté Fatale»               |               |
| 11   | «Призраки на чердаке»                     | «Esprits frappés»             |               |
| 12   | «Ужасные подростки»                       | «Ados à dos»                  |               |
| 13   | «Вмятины от прыщей случаются»             | «Гюнтер Гейгер»               |               |
| 14   | «Таксидермама»                            | «Tête de l’Art»               |               |
| 15   | «Маленький морщинистый»                   | «Le Petit Avant Der»          |               |
| 16   | «Октоскито»                               | «Le Calamoustique»            |               |
| 17   | «Встряхнись»                              | «Хоспис и любовь»             |               |
| 18   | «Сухая вода»                              | «Аквабон»                     |               |
| 19   | «Никакого будущего»                       | «Нет будущего»                |               |
| 20   | «В моей семье полно неудачников»          | «Ma famille est trop loose»   |               |
| 21   | «Бабушкин стриптиз»                       | «Гранд Мик Ма»                |               |
| 22   | «Cheep Shot»                              | «Кюи-кюи ля пралине»          |               |
| 23   | «Семейные тайны»                          | «Secrets de famille»          |               |
| 24   | «Убийства повсюду»                        | «Часть убийства»              |               |
| 25   | «Расчесывание волос»                      | «Nuit époilée»                |               |
| 26   | «Дорожные истории»                        | «Ми Трип Мифо»                |               |
| 27   | «Зависимый»                               | «Mamie accro»                 |               |
| 28   | «Супер Пффф»                              | «Супер пфф»                   |               |
| 29   | «Сестра-близнец бабушки»                  | «Testamenteuse»               |               |
| 30   | «Более зеленые пастбища»                  | «La fabrique de vie pourrie»  |               |
| 31   | «Амнезия»                                 | «Король Гислен»               |               |
| 32   | «Disassister»                             | «Зоофилия»                    |               |
| 33   | «Семья ушла!»                             | «Zizanystérique»              |               |
| 34   | «Путаница»                                | «Un peu typhon d'âme»         |               |
| 35   | «Серьезное дело»                          | «Enterré à terre»             |               |
| 36   | «Ледяная страсть»                         | «Les patins de l’amour»       |               |
| 37   | «Мамин двойник»                           | «Faux pa rêve»                |               |
| 38   | «Жалость к Крампити»                      | «Благотворительная пышка»     |               |
| 39   | «Маленькое чудо»                          | «Prophetie fais ça»           |               |
| 40   | «Прогнать»                                | «Mauvaise conduite»           |               |
| 41   | «Доисторические пышки»                    | «Доисторические пышки»        |               |
| 42   | «Понг! Угроза!»                           | «Le retour de Pong»           |               |
| 43   | «Развод»                                  | «Ça splitte chez les Slapete» |               |
| 44   | «Джентльменски модифицированный организм» | «Debout l’endive»             |               |
| 45   | «Мужайся!»                                | «Le mâle d’amour»             |               |
| 46   | «Внутри маленького мозга»                 | «Dans la tête de P’tit Der»   |               |
| 47   | «Маленький совсем один»                   | «P’tit der ou la vie sauvage» |               |
| 48   | «Щенячья любовь»                          | «Gretattitude»                |               |
| 49   | «Пожалейте приз»                          | «Météo le coeur»              |               |
| 50   | «Супернавак»                              | «Супернавак»                  |               |
| 51   | «Девушки на каникулах»                    | «Vacances à la mère»          |               |
| 52   | «Бить тревогу»                            | «L’amour en sécurité»         |               |

### Подростковые пышки (2015—2018)
| Нет. | Название (на английском языке) | Название (французский)            | Дата премьеры   |
| ---- | ------------------------------ | --------------------------------- | --------------- |
| 1    |                                | «L’ADN à Pa»                      | 7 декабря 2015  |
| 2    |                                | «Клип»                            | 8 декабря 2015  |
| 3    |                                | «Meilleure copine»                | 8 декабря 2015  |
| 4    |                                | «Насекомое»                       | 9 декабря 2015  |
| 5    |                                | «Radeau d’ados»                   | 9 декабря 2015  |
| 6    |                                | «Bulles de palme»                 | 10 декабря 2015 |
| 7    |                                | «Авто-графф»                      | 10 декабря 2015 |
| 8    |                                | «Troc de trucs»                   | 11 декабря 2015 |
| 9    |                                | «Le commère-âge»                  | 11 декабря 2015 |
| 10   |                                | «Младшая сестра»                  | 14 декабря 2015 |
| 11   |                                | «На se соответствуют»             | 16 декабря 2015 |
| 12   |                                | «Nez à nez»                       | 14 декабря 2015 |
| 13   |                                | «Rat de marée»                    | 15 декабря 2015 |
| 14   |                                | «Crumperchés»                     | 15 декабря 2015 |
| 15   |                                | «Quasi Cassie»                    | 28 декабря 2015 |
| 16   |                                | «Les sur-vivants»                 | 17 декабря 2015 |
| 17   |                                | «La photo de la honte»            | 16 декабря 2015 |
| 18   |                                | «Cinématurité»                    | 29 декабря 2015 |
| 19   |                                | «Nom de code»                     | 17 декабря 2015 |
| 20   |                                | «Один человек цзянь»              | 24 декабря 2015 |
| 21   |                                | «Аменез-зик!»                     | 30 декабря 2015 |
| 22   |                                | «Мэрилин Блюз»                    | 24 декабря 2015 |
| 23   |                                | «Dans tes dents»                  | 29 декабря 2015 |
| 24   |                                | «Астрес-троп-логик!»              | 30 декабря 2015 |
| 25   |                                | «Combien on t’aime pas trop»      | 31 декабря 2015 |
| 26   |                                | «Ва те ловец Вилен!»              | 31 декабря 2015 |
| 27   |                                | «L’impffossible choix»            | 8 января 2018   |
| 28   |                                | «Love à faire»                    | 8 января 2018   |
| 29   |                                | «La capuche mortelle»             | 8 января 2018   |
| 30   |                                | «Odeurs corp»                     | 9 января 2018   |
| 31   |                                | «Enfermés en forêt»               | 9 января 2018   |
| 32   |                                | «Cacher la voiiix»                | 9 января 2018   |
| 33   |                                | «Любитель игр»                    | 10 января 2018  |
| 34   |                                | «Фактор H»                        | 10 января 2018  |
| 35   |                                | «50 nuances de Cassie»            | 10 января 2018  |
| 36   |                                | «Rip la guitare»                  | 11 января 2018  |
| 37   |                                | «Pudeur et tremblements»          | 11 января 2018  |
| 38   |                                | «L’amour ça sert à rien»          | 11 января 2018  |
| 39   |                                | «Nu comme Hervé»                  | 12 января 2018  |
| 40   |                                | «Gentil choléra»                  | 12 января 2018  |
| 41   |                                | «Reuh»                            | 12 января 2018  |
| 42   |                                | «Un vers de trop»                 | 13 января 2018  |
| 43   |                                | «Menteur ou guignol»              | 13 января 2018  |
| 44   |                                | «Meilleure meilleure amie»        | 14 января 2018  |
| 45   |                                | «Solos à 4»                       | 14 января 2018  |
| 46   |                                | «Force et honneur»                | 15 января 2018  |
| 47   |                                | «Music-hall thérapie»             | 15 января 2018  |
| 48   |                                | «Tout se vaut, rien ne vaut rien» | 15 января 2018  |
| 49   |                                | «Les frères platrard»             | 16 января 2018  |
| 50   |                                | «Rendez-vous dans 15 ans»         | 16 января 2018  |
| 51   |                                | «Joyeux Noël…»                    | 24 декабря 2017 |
| 52   |                                | «… et bonne année !»              | 24 декабря 2017 |

### Особенный (2021)
| Нет. | Название (на английском языке) | Название (французский)          | Дата премьеры     |
| ---- | ------------------------------ | ------------------------------- | ----------------- |
| 1    |                                | «Les Crumpets, tu fais genre !» | 8 марта 2021 года |